# 软件设计
软件设计是程式設計師按照特定顺序撰寫计算机数据和指令的集合。“软件设计”可以是撰寫最基礎的二进制0和1位元；也可以是建立在位元之上的各类软件语言（Python、HTML、Java等）、算法、架构、程序、图像化程式碼来进行。

## 考虑要素
（可供参考）
- 扩展性 - 考虑系统未来追加新功能是否方便，便宜
- 健壮性 - 系统的容错能力
- 可用性 - 系统平均无障碍工作时长
- 安全性 - 防止系统功能和数据的非授权访问以及抗攻击的能力
- 模块化 - 系统功能模块之间的解耦设计以及可被其它系统集成的能力